# Tijn Ponjee
Tijn Ponjee (15 augustus 1977) is een Nederlands langebaanschaatsster en skeeleraar.
Tussen 1997 en 2003 nam ze meermaals deel aan de NK Afstanden, NK Sprint en in 2002 eenmalig aan het NK Allround.
Ponjee volgde een HBO-opleiding marketing in Eindhoven, deels tijdens haar actieve sportcarrière. Tijdens deze sportcarriere heeft zij ook een opleiding organisatiepsychologie gevolgd aan de Universiteit Utrecht. 
Na haar topsportcarriere is Tijn Ponjee haar eigen bedrijf gestart op het vlak van organisatie advies, training en coaching. Ook heeft zij een boek geschreven over karakterstructuren en heeft als titel Word wie je Bent - Handboek karakterstructuren. 

## Records

### Persoonlijke records[5]
| Afstand    | Tijd    | Datum            | Baan      |
| ---------- | ------- | ---------------- | --------- |
| 500 meter  | 39,37   | 20 maart 2002    | Calgary   |
| 1000 meter | 1.18,46 | 23 maart 2002    | Calgary   |
| 1500 meter | 2.01,01 | 21 maart 2002    | Calgary   |
| 3000 meter | 4.26,85 | 14 november 1999 | Calgary   |
| 5000 meter | 7.48,34 | 27 januari 2002  | Groningen |